# Dischistodus perspicillatus
Dischistodus perspicillatus is een straalvinnige vissensoort uit de familie van rifbaarzen of koraaljuffertjes (Pomacentridae). De wetenschappelijke naam van de soort werd voor het eerst geldig gepubliceerd in 1830 door Georges Cuvier.